# ويليام لينن
ويليام لينن (بالإنجليزية: William Lunn)‏ هو سياسي بريطاني (وحمل سابقاً جنسية المملكة المتحدة لبريطانيا العظمى وأيرلندا)، ولد في 1 نوفمبر 1872، وتوفي في 17 مايو 1942. حزبياً، نشط في حزب العمال.

## مناصب
- في الانتخابات العمومية البريطانية 1918 [الإنجليزية]‏، انتخب عضو برلمان المملكة المتحدة الـ31 عن دائرة Rothwell (UK Parliament constituency) [الإنجليزية]‏ (14 ديسمبر 1918 – 26 أكتوبر 1922).
- في الانتخابات العامة في المملكة المتحدة 1922 [الإنجليزية]‏، انتخب عضو برلمان المملكة المتحدة الـ32 عن دائرة Rothwell (UK Parliament constituency) [الإنجليزية]‏ (15 نوفمبر 1922 – 16 نوفمبر 1923).
- في الانتخابات العامة في المملكة المتحدة 1923 [الإنجليزية]‏، انتخب عضو برلمان المملكة المتحدة الـ33 عن دائرة Rothwell (UK Parliament constituency) [الإنجليزية]‏ (6 ديسمبر 1923 – 9 أكتوبر 1924).
- في الانتخابات العامة في المملكة المتحدة 1924 [الإنجليزية]‏، انتخب عضو برلمان المملكة المتحدة الـ34 عن دائرة Rothwell (UK Parliament constituency) [الإنجليزية]‏ (29 أكتوبر 1924 – 10 مايو 1929).
- في الانتخابات العامة في المملكة المتحدة 1929 [الإنجليزية]‏، انتخب عضو برلمان المملكة المتحدة الـ35 عن دائرة Rothwell (UK Parliament constituency) [الإنجليزية]‏ (30 مايو 1929 – 7 أكتوبر 1931).
- في الانتخابات العامة في المملكة المتحدة 1931 [الإنجليزية]‏، انتخب عضو برلمان المملكة المتحدة الـ36 عن دائرة Rothwell (UK Parliament constituency) [الإنجليزية]‏ (27 أكتوبر 1931 – 25 أكتوبر 1935).
- في الانتخابات العامة في المملكة المتحدة 1935 [الإنجليزية]‏، انتخب عضو برلمان المملكة المتحدة الـ37 عن دائرة Rothwell (UK Parliament constituency) [الإنجليزية]‏ (14 نوفمبر 1935 – 17 مايو 1942).